# Bit
A bit az információ, ugyanakkor az információt hordozó közlemény hosszának is egyik alapegysége. Jele: b (kis b betű). Lehetséges értékei: 0 (hamis) vagy 1 (igaz). Ebben a második jelentésben a bit valójában az adatmennyiség egysége.
Az elnevezéssel a számítógépek, a távközlés, az informatika tudományaiban találkozhatunk; a digitális technikában az adatmennyiség legkisebb egysége.
A név a binary digit (bináris számjegy) kifejezésből származik.

## Definíciója
Egy S hírforrás valamely p valószínűséggel (relatív gyakorisággal) kibocsátott h hírének az információtartalma (lásd:hírérték, entrópia):
{\displaystyle I(h)=-\log _{2}p} bit , ahol a log a logaritmus jele.
Például: egy eldöntendő kérdésre adott válasz információtartalma 1 bit – feltéve, hogy mindkét válasz egyformán valószínű.
Az információelmélet egyik alaptétele (Shannon 2. tétele, „az információ összenyomhatatlansága”) szerint az információforrás hírkészletének kódolásához használt szeparálható kód szótárának átlagos szóhosszúságát nem haladhatja meg a forrás entrópiája. Népszerűen fogalmazva: Egy bit információ továbbításához legalább egy bináris számjegy szükséges. Más példa: Egy 700 MB kapacitású (ennyi bináris jelet befogadó) CD-re legfeljebb 700 MB hírértekkel bíró információ rögzíthető.
Az információ más alapegységei a hartley és a nat.
- {\displaystyle 1bit=log_{2}hartley} (kb. 0,35hartley),
- {\displaystyle 1bit=log_{e}nat} (kb. 0,8 nat).

## A szó eredete
A bit szót John Wilder Tukey, a Princetoni Egyetemen dolgozó statisztikus és matematikus alkotta meg a binary digit (kettes számrendszer-beli számjegy) rövidítéseként, azonban maga a szó angolul eredetileg „kis darab”-ot vagy „falat”-ot is jelent.
Ennek megfelelően a bit nem más, mint 0 vagy 1, hamis vagy igaz; két egymást kölcsönösen kizáró állapot valamelyike, illetve az érvényes állapotot tároló memóriaelem. Minden elektronikus memória bit méretű tárolóelemekből áll.
A byte (bájt) bitek csoportja. Gyakorlati okokból célszerű a memória bitjeiből egységes hosszúságú csoportokat alkotni és az ezekben levő biteket együtt kezelni, ezeket hívták szónak. A számítógépeknél architektúránként különböző, a gyártó által valamilyen okból megválasztott szóméretekkel találkozhatunk, de mai eszközeinkben egy szó 32 vagy 64 bit. A szó általában az az egység, amellyel a számítógép műveletvégző egysége (processzora) egyszerre képes műveletet (pl. összeadást) végezni. A 8 bites egységet szokták még oktettnek (octet) is hívni, utalva a 8-as számra. A byte - a szóval ellentétben - a legkisebb címezhető (kiolvasható, beírható) egység a memóriában. Ez azt jelenti, hogy ha 1 bites egységekkel végzünk műveletet (pl. logikai vagy), akkor a memóriában csak a bitet tartalmazó byte-ra tudunk rámutatni, ennek kiolvasása után a műveletet szó méretben végzi el a processzor, majd az eredménybitet szintén egy byte-ra való rámutatással írjuk vissza a memóriába.

## Prefixumok
Az adatok mennyiségének meghatározásakor a bit előtt használhatunk SI-prefixumokat, például kilo-, mega- stb. Ezeket viszont az informatikus szakma gyakran még mindig nem az 1000, hanem az 1024 hatványainak értelmezi, holott ezt már nemzetközi szabvány tiltja, új prefixumokat előírva.